# Schweizer Badmintonmeisterschaft 1972
Die Schweizer Badmintonmeisterschaft 1972 fand vom 5. bis zum 6. Februar 1972 in Lausanne statt. Mit Kurt Achtleitner und Karl Buchart finden sich auch zwei Österreicher unter den Medaillengewinnern, da sie in dieser Zeit für den BC Genf starteten.

## Sieger und Finalisten
| Disziplin    | Gold                        | Silber                        |
| ------------ | --------------------------- | ----------------------------- |
| Herreneinzel | Hubert Riedo                | Kurt Achtleitner              |
| Dameneinzel  | Doris Künzler               | Liselotte Blumer              |
| Herrendoppel | Edy Andrey Hubert Riedo     | Kurt Achtleitner Karl Buchart |
| Damendoppel  | Doris Künzler Anette Bohlen | Hedwig Hurst Mireille Drapel  |
| Mixed        | Edy Andrey Liselotte Blumer | Hubert Riedo Brigitte Geser   |